# Stanislav Tecl
Stanislav Tecl (Jindřichův Hradec, 1 september 1990) is een Tsjechisch voormalig voetballer die doorgaans speelde als spits. Tussen 2008 en 2024 was hij actief voor Vysočina Jihlava, Slavia Praag, Viktoria Pilsen, Jablonec, opnieuw Slavia Praag en opnieuw Jablonec. Tecl maakte in 2013 zijn debuut in het Tsjechisch voetbalelftal en kwam uiteindelijk tot tien interlandoptredens.

## Clubcarrière
Tecl speelde in zijn jeugd bij de opleiding van FC Vysočina Jihlava, waar hij zes jaar vertoefde. Vanaf 2008 was hij sporadisch actief in het eerste elftal, dat op dat moment uitkwam in de Druhá Liga. Bij Vysočina liet hij zien een scorende spits te zijn en in 2009 nam Slavia Praag hem op huurbasis over, al kwam hij uiteindelijk niet verder dan vier duels. Met Vysočina promoveerde Tecl in 2012 naar de Gambrinus liga. Nadat hij in een halfjaar tien doelpunten had gemaakt in elf duels, werd hij overgenomen door Viktoria Pilsen. Tweeënhalf jaar wisselde hij basisplekken met reservebeurten af en na twee kampioenschappen verkaste hij naar FK Jablonec. Anderhalf jaar later maakte de aanvaller de overstap naar Slavia Praag. In de zomer van 2017 werd Tecl voor één seizoen gestald bij zijn oude club Jablonec. Na een halfjaar besloot Slavia om de aanvaller terug te halen. In juli 2018 werd de verbintenis van Tecl opengebroken en verlengd tot medio 2021. Medio 2023 kwam er een jaar bij zijn contract. Na afloop van dit contract besloot Tecl op drieëndertigjarige leeftijd een punt te zetten achter zijn actieve loopbaan.

## Interlandcarrière
Tecl maakte zijn debuut in het Tsjechisch voetbalelftal op 6 februari 2013. Op die dag werd een vriendschappelijke wedstrijd tegen Turkije met 0–2 gewonnen. De aanvaller begon op de bank en viel in de tweede helft in voor David Lafata.
| Interlands van Stanislav Tecl voor Tsjechië | Interlands van Stanislav Tecl voor Tsjechië | Interlands van Stanislav Tecl voor Tsjechië | Interlands van Stanislav Tecl voor Tsjechië | Interlands van Stanislav Tecl voor Tsjechië | Interlands van Stanislav Tecl voor Tsjechië |
| №                                           | Datum                                       | Wedstrijd                                   | Uitslag                                     | Competitie                                  | Goals                                       |
| Als speler van Viktoria Pilsen              | Als speler van Viktoria Pilsen              | Als speler van Viktoria Pilsen              | Als speler van Viktoria Pilsen              | Als speler van Viktoria Pilsen              | Als speler van Viktoria Pilsen              |
| ------------------------------------------- | ------------------------------------------- | ------------------------------------------- | ------------------------------------------- | ------------------------------------------- | ------------------------------------------- |
| 1                                           | 6 februari 2013                             | Turkije – Tsjechië                          | 0 – 2                                       | Vriendschappelijk                           |                                             |
| 2                                           | 3 juni 2014                                 | Tsjechië – Oostenrijk                       | 1 – 2                                       | Vriendschappelijk                           |                                             |
| Als speler van Slavia Praag                 |                                             |                                             |                                             |                                             |                                             |
| 3                                           | 26 maart 2018                               | China – Tsjechië                            | 1 – 4                                       | Vriendschappelijk                           |                                             |
| 4                                           | 6 september 2018                            | Tsjechië – Oekraïne                         | 1 – 2                                       | Nations League 2018/19                      |                                             |
| 5                                           | 10 september 2018                           | Rusland – Tsjechië                          | 5 – 1                                       | Vriendschappelijk                           |                                             |
| 6                                           | 7 september 2020                            | Tsjechië – Schotland                        | 1 – 2                                       | Nations League 2020/21                      |                                             |
| 7                                           | 2 september 2021                            | Tsjechië – Wit-Rusland                      | 1 – 0                                       | WK 2022 kwalificatie                        |                                             |
| 8                                           | 5 september 2021                            | België – Tsjechië                           | 3 – 0                                       | WK 2022 kwalificatie                        |                                             |
| 9                                           | 8 september 2021                            | Tsjechië – Oekraïne                         | 1 – 1                                       | Vriendschappelijk                           |                                             |
| 10                                          | 12 juni 2022                                | Spanje – Tsjechië                           | 2 – 0                                       | Nations League 2022/23                      |                                             |

## Erelijst
| Competitie      |                 |                                    |                 |                 |
| Competitie      | Aantal          | Jaren                              |                 |                 |
| Viktoria Pilsen | Viktoria Pilsen | Viktoria Pilsen                    | Viktoria Pilsen | Viktoria Pilsen |
| --------------- | --------------- | ---------------------------------- | --------------- | --------------- |
| 1. liga         | 2               | 2012/13, 2014/15                   |                 |                 |
| Slavia Praag    |                 |                                    |                 |                 |
| 1. liga         | 4               | 2016/17, 2018/19, 2019/20, 2020/21 |                 |                 |
| Pohár FAČR      | 4               | 2017/18, 2018/19, 2020/21, 2022/23 |                 |                 |